# East Bengal FC 2025-2026
Questa voce raccoglie le informazioni riguardanti l'East Bengal nelle competizioni ufficiali della stagione 2025-2026.

## Organico

### Rosa
| N. |                      | Ruolo | Calciatore             |
| -- | -------------------- | ----- | ---------------------- |
| 3  | India (bandiera)     | D     | Provat Lakra           |
| 4  | India (bandiera)     | D     | Anwar Ali              |
| 5  | India (bandiera)     | D     | Lalchungnunga          |
| 6  | Argentina (bandiera) | D     | Kevin Sibille          |
| 8  | Brasile (bandiera)   | C     | Miguel Figueira        |
| 9  | Grecia (bandiera)    | A     | Dīmītrīs Diamantakos   |
| 10 | India (bandiera)     | A     | Edmund Lalrindika      |
| 12 | India (bandiera)     | D     | Mohammad Rakip         |
| 13 | India (bandiera)     | P     | Prabhsukhan Singh Gill |
| 14 | India (bandiera)     | A     | David Lalhlansanga     |
| 15 | India (bandiera)     | A     | Naorem Mahesh Singh    |
| 16 | India (bandiera)     | D     | Martand Raina          |
| 17 | Marocco (bandiera)   | A     | Hamid Ahadad           |
| 21 | Spagna (bandiera)    | C     | Saúl Crespo            |
| 24 | India (bandiera)     | P     | Debjit Majumder        |
| 25 | India (bandiera)     | C     | Jeakson Singh          |
| 29 | India (bandiera)     | A     | Bipin Singh            |
| 33 | India (bandiera)     | D     | Gursimrat Singh Gill   |

| N. |                      | Ruolo | Calciatore         |
| -- | -------------------- | ----- | ------------------ |
| 59 | India (bandiera)     | A     | Jesin TK           |
| 61 | India (bandiera)     | C     | Tanmay Das         |
| 66 | India (bandiera)     | C     | Shyamal Besra      |
| 74 | Palestina (bandiera) | C     | Mohammed Bassim    |
| 75 | India (bandiera)     | A     | Ck Aman            |
| 82 | India (bandiera)     | A     | PV Vishnu          |
| 84 | India (bandiera)     | C     | Sayan Banerjee     |
| 88 | India (bandiera)     | C     | Mark Zothanpuia    |
|    | India (bandiera)     | P     | Kamaludheen AK     |
|    | India (bandiera)     | P     | Aaryan Saroha      |
|    | India (bandiera)     | D     | Souvik Chakrabarti |
|    | India (bandiera)     | D     | Lalremruata Ralte  |
|    | India (bandiera)     | D     | Jay Gupta          |
|    | India (bandiera)     | D     | Sumit Sharma       |
|    | Francia (bandiera)   | C     | Madih Talal        |
|    | India (bandiera)     | C     | Nandha Kumar Sekar |
|    | India (bandiera)     | C     | Ramsanga Tlaichhun |
|    | India (bandiera)     | A     | Subrata Murmu      |

### Staff tecnico
- Óscar Bruzón - Allenatore
- Adrián Martinez - Vice allenatore
- Bino George - Vice allenatore
- Sandip Nandy - Allenatore portieri

## Calciomercato
| Acquisti | Acquisti               | Acquisti           | Acquisti      |
| R.       | Nome                   | da                 | Modalità      |
| -------- | ---------------------- | ------------------ | ------------- |
| P        | Prabhsukhan Singh Gill |                    |               |
| P        | Debjit Majumder        |                    |               |
| P        | Kamaludheen AK         |                    |               |
| P        | Aaryan Saroha          | Hyderabad          | Definitivo    |
| D        | Gursimrat Singh Gill   | Delhi              | Fine prestito |
| D        | Lalchungnunga          |                    |               |
| D        | Lalremruata Ralte      | Churchill Brothers | Definitivo    |
| D        | Martand Raina          | Rajasthan Utd      | Definitivo    |
| D        | Hijazi Maher           |                    |               |
| D        | Souvik Chakrabarti     |                    | [ 1 ]         |
| D        | Sumit Sharma           | Classic FA         | Definitivo    |
| D        | Jay Gupta              | FC Goa             | Definitivo    |
| D        | Kevin Sibille          |                    | Svincolato    |
| D        | Mohammad Rakip         |                    |               |
| D        | Anwar Ali              |                    |               |
| D        | Provat Lakra           |                    |               |
| C        | Miguel Figueira        | Bashundhara Kings  | Definitivo    |
| C        | Mohammed Bassim        | Persebaya Surabaya | Definitivo    |
| C        | Ramsanga Tlaichhun     | Real Kashmir       | Definitivo    |
| C        | Madih Talal            |                    |               |
| C        | Jeakson Singh          |                    |               |
| C        | Nandha Kumar Sekar     |                    |               |
| C        | Mark Zothanpuia        |                    |               |
| C        | Sayan Banerjee         |                    |               |
| C        | Shyamal Besra          |                    |               |
| C        | Tanmay Das             |                    |               |
| C        | Ramsanga Tlaichhun     |                    |               |
| A        | PV Vishnu              |                    | [ 3 ]         |
| A        | Bipin Singh            | Mumbai City        | Definitivo    |
| A        | Edmund Lalrindika      | Inter Kashi        | Definitivo    |
| A        | Dīmītrīs Diamantakos   |                    |               |
| A        | David Lalhlansanga     |                    |               |
| A        | Hamid Ahadad           | Maghreb Fès        | Definitivo    |
| A        | Naorem Mahesh Singh    |                    |               |
| A        | Jesin TK               |                    |               |
| A        | Ck Aman                |                    |               |
| A        | Subrata Murmu          |                    |               |

| Cessioni | Cessioni      | Cessioni   | Cessioni   |
| R.       | Nome          | a          | Modalità   |
| -------- | ------------- | ---------- | ---------- |
| D        | Héctor Yuste  |            | Ritirato   |
| D        | Hira Mondal   | Mohammedan | Definitivo |
| D        | Nishu Kumar   | Jamshedpur | Definitivo |
| D        | Hijazi Maher  | Al-Faisaly | Definitivo |
| A        | Cleiton Silva |            | Svincolato |
| A        | Raphaël Bouli |            | Svincolato |
| A        | Richard Celis |            | Svincolato |

## Risultati

### Indian Super League

#### Andamento in campionato
| Giornata  | 1 | 2 | 3 | 4 | 5 | 6 | 7 | 8 | 9 | 10 | 11 | 12 | 13 | 14 | 15 | 16 | 17 | 18 | 19 | 20 | 21 | 22 | 23 | 24 | 25 | 26 |
| --------- | - | - | - | - | - | - | - | - | - | -- | -- | -- | -- | -- | -- | -- | -- | -- | -- | -- | -- | -- | -- | -- | -- | -- |
| Luogo     |   |   |   |   |   |   |   |   |   |    |    |    |    |    |    |    |    |    |    |    |    |    |    |    |    |    |
| Risultato |   |   |   |   |   |   |   |   |   |    |    |    |    |    |    |    |    |    |    |    |    |    |    |    |    |    |
| Posizione |   |   |   |   |   |   |   |   |   |    |    |    |    |    |    |    |    |    |    |    |    |    |    |    |    |    |

Legenda:

Luogo: C = Casa; T = Trasferta. Risultato: V = Vittoria; N = Pareggio; P = Sconfitta.

### Durand Cup
| Arbitro: | Aditya Purkayastha |

| |           |  |
| Lalchungnunga 12’ Saúl Crespo 37’ (Rig.) Bipin Singh 80’ Dīmītrīs Diamantakos 86’ Naorem Mahesh Singh 89’ | Marcatori |  |

| Arbitro: | Shantan Agrawal |

|                                                                                             |           |               |
| Hamid Ahadad 7’, 68’ Bipin Singh 26’ Anwar Ali 64’ Saúl Crespo 85’ David Lalhlansanga 90+1’ | Marcatori | 37’ Khan Aman |

| Arbitro: | Lakshay |

|                  |           |  |
| Hamid Ahadad 68’ | Marcatori |  |

#### Andamento in campionato
| Giornata  | 1 | 2 | 3 |  |
| --------- | - | - | - |  |
| Luogo     | C | C | C |  |
| Risultato | V | V | V |  |
| Posizione | 1 | 1 | 1 |  |

Legenda:

Luogo: C = Casa; T = Trasferta. Risultato: V = Vittoria; N = Pareggio; P = Sconfitta.

### Quarti di finale
| Arbitro: | Venkatesh R |

|                   |           |                                      |
| Anirudh Thapa 68’ | Marcatori | 38’ (Rig.), 50’ Dīmītrīs Diamantakos |

### Semifinali
| Arbitro: | Harish Kundu |

|                                     |           |               |
| Mikel Kortazar 66’ Jobby Justin 83’ | Marcatori | 67’ Anwar Ali |

### Calcutta Football League
Nella competizione l'East Bengal schiera la squadra riserve, allenata da Bino George.

#### Gruppo A
| Arbitro: | Rahul Karmakar |

|                  |           | |
| Andy Mawthoh 69’ | Marcatori | 23’ Manotos Maji 35’ Sayan Banerjee 37’ Vanlalpeka Guite 48’ Tanmay Das 63’, 65’ Jesin TK 90+3’ Suman Dey |

| Arbitro: | Nripen Haldar |

|                        |           |                     |
| Vanlalpeka Guite 45+3’ | Marcatori | 49’ Karmanya Bansal |

| Arbitro: | Rabin Biswas |

|  |           | |
|  | Marcatori | 18’ Chaku Mandi 30’ David Lalhlansanga 33’ Muhammed Ashiq S 72’ Naseeb Rahman 74’ Mark Zothanpuia 75’ Vanlalpeka Guite |

| Naihati 12 luglio 2025, ore 11:30 UTC+5:30 4ª giornata                                            | East Bengal | 2 – 2 referto                   | Calcutta Customs | Bankimanjali Stadium |
| \| \| \| \| \| NS Ananthu 61’ Provat Lakra 71’ \| Marcatori \| 18’ Sourav Sen 22’ Shlok Tiwari \| |             |                                 |                  |                      |
|                                                                                                   |             |                                 |                  |                      |
| NS Ananthu 61’ Provat Lakra 71’                                                                   | Marcatori   | 18’ Sourav Sen 22’ Shlok Tiwari |                  |                      |

| Naihati 15 luglio 2025, ore 11:30 UTC+5:30 5ª giornata | Pathachakra | 1 – 0 referto | East Bengal | Bankimanjali Stadium |
| \| \| \| \| \| David Motla 87’ \| Marcatori \| \|      |             |               |             |                      |
|                                                        |             |               |             |                      |
| David Motla 87’                                        | Marcatori   |               |             |                      |

| Arbitro: | Aditya Purkayastha |

|                                                         |           |                                       |
| Jesin TK 9’ Sayan Banerjee 45+5’ David Lalhlansanga 69’ | Marcatori | 51’ Leewan Castanha 67’ Kiyan Nassiri |

| Arbitro: | Tarun Kumar Biswas |

|  |           |                                        |
|  | Marcatori | 11’ Md Amil Naim 75’ Mrinmoy Mahapatra |

| Naihati 8 agosto 2025, ore 11:30 UTC+5:30 8ª giornata  | East Bengal | 1 – 0 referto | Kalighat SL | Bankimanjali Stadium |
| \| \| \| \| \| Guite Vanlalpeka 55’ \| Marcatori \| \| |             |               |             |                      |
|                                                        |             |               |             |                      |
| Guite Vanlalpeka 55’                                   | Marcatori   |               |             |                      |

| Naihati 12 agosto 2025, ore 11:30 UTC+5:30 9ª giornata                        | East Bengal | 3 – 0 referto | Railway | Bankimanjali Stadium |
| \| \| \| \| \| Sayan Banerjee 25’, 28’ Naseeb Rahman 90+1’ \| Marcatori \| \| |             |               |         |                      |
|                                                                               |             |               |         |                      |
| Sayan Banerjee 25’, 28’ Naseeb Rahman 90+1’                                   | Marcatori   |               |         |                      |

##### Andamento in campionato
| Giornata  | 1 | 2 | 3 | 4 | 5 | 6 | 7 | 8 | 9 | 10 | 11 | 12 | 13 |
| --------- | - | - | - | - | - | - | - | - | - | -- | -- | -- | -- |
| Luogo     | T | C | C | C | T | C | C | C | C |    |    |    |    |
| Risultato | V | N | V | N | P | V | P | V | V |    |    |    |    |
| Posizione | 1 | 3 | 7 | 7 | 5 | 3 | 4 | 3 | 1 |    |    |    |    |

Legenda:

Luogo: C = Casa; T = Trasferta. Risultato: V = Vittoria; N = Pareggio; P = Sconfitta.